# Europabank
Europabank is een Belgische bank die zich specialiseert in consumptief krediet, hypothecair krediet, kredieten aan zelfstandigen en kleine ondernemingen, leasing en renting. De bank biedt een product- en dienstenaanbod aan van zowel leningen als spaarproducten, zichtrekeningen en betaalkaarten. Alhoewel haar naam anders doet vermoeden, is Europabank enkel actief in België.
Europabank is een 100% dochter van de Belgische coöperatieve Bank Crelan.

## Geschiedenis

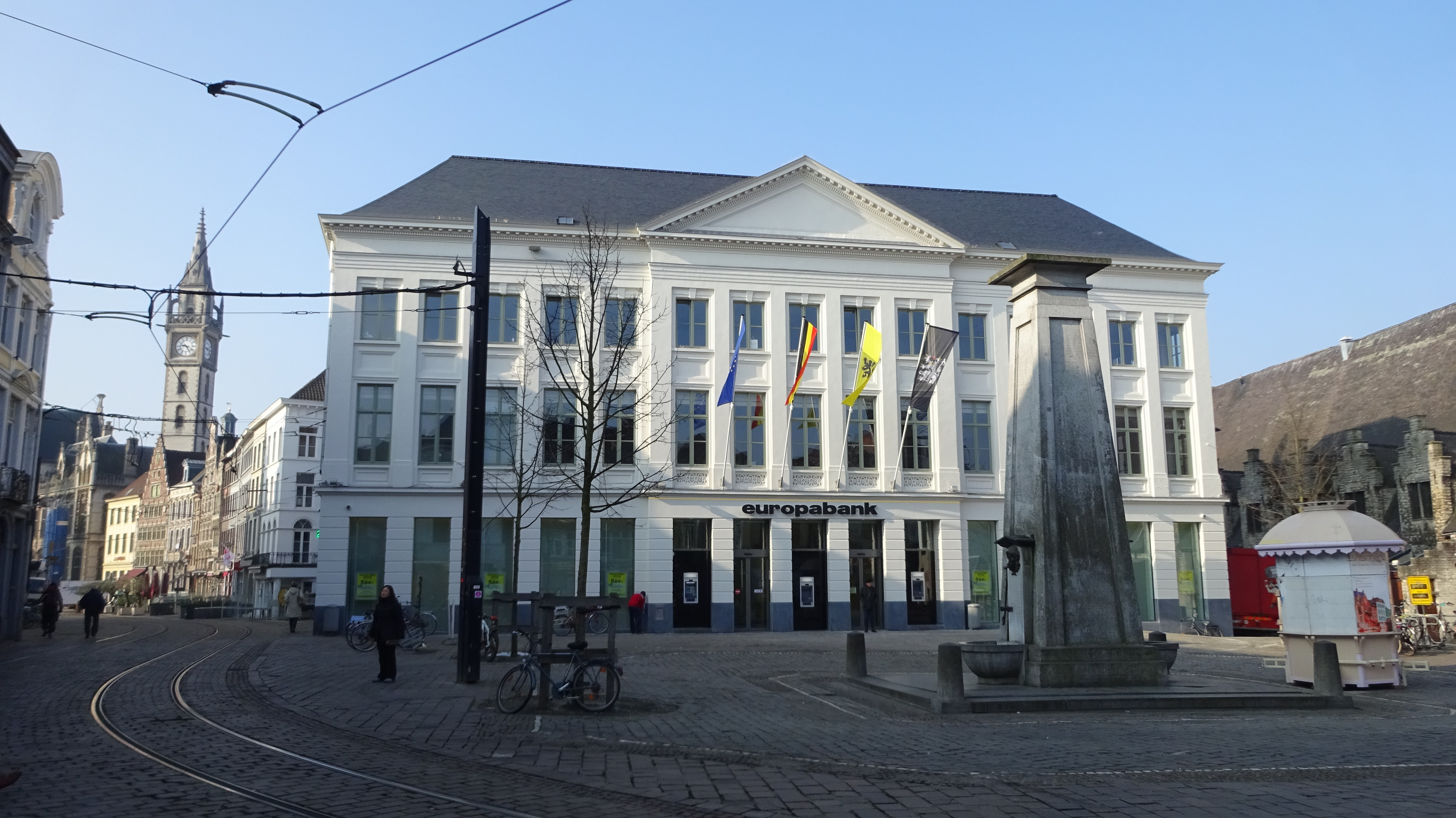
Europabank-kantoor aan de Groentenmarkt in Gent

Europabank werd opgericht in 1964 op initiatief van een Amerikaanse holdingmaatschappij, de International Bank of Washington. Deze was voornamelijk actief in de scheepvaart, de industrie en de verzekeringen. Het beleid van Europabank werd steeds toevertrouwd aan lokale personen. Europabank startte op 31 maart 1965 met Vlaamse mensen in haar eerste vestiging op de Gentse Groentenmarkt. Europabank heeft zich van bij de aanvang geprofileerd als een zelfstandige bank met een duidelijke marktvisie en politiek.
Het initiële doel was een bank te zijn voor particulieren en handelaars, met een beperkt aantal commercieel goed gelegen kantoren. Het basisaanbod bestond uit betere voorwaarden voor spaarders en goedkoper geld voor mensen die wilden lenen. Een eenvoudige, efficiënte en snelle administratieve aanpak maakte deze politiek succesvol.
In 1983 werd de dochtermaatschappij eb-lease opgericht. Het was voor Europabank de stap naar de professionele wereld (vooral KMO’s) toe. Eb-lease is gespecialiseerd in financiële leasing, renting en zakenkredieten voor zelfstandigen en ondernemers en in hypothecaire kredieten voor particulieren via kredietmakelaars. In het eerste kwartaal van 2020 fuseerden Europabank NV en eb-lease NV. Eb-lease bleef bestaan als een commerciële naam van Europabank, vooral gericht op de kredietmakelaars. In 1989 was Europabank de eerste Belgische bank die de kredietkaart VISA aan haar cliënteel aanbood.
Vanaf 1992 konden handelaars via Europabank het incasso van kredietkaarten laten verlopen. Europabank is de enige Belgische bank gecertificeerd door Visa en Mastercard voor de verwerking van deze betalingen en is een van de weinige concurrenten van Atos Worldline. Vooral voor de horecasector in België is Europabank  een partner vanwege haar rol  in het elektronisch betaalverkeer.
In 2000 werd een eigen website operationeel. Eind 2018 werd een nieuwe mobiele website ingezet als digitaal verkoopkanaal. Via de website kunnen kredieten aangevraagd worden en rekeningen geopend.
In 2002 kwam er 'eb online', internetbankieren via Europabank. In 2016 begon de bank met mobiel bankieren en werd eb online bruikbaar op desktops, tablets en smartphones. In 2019 behoorde Europabank tot de eerste groep Belgische banken die de dienst 'instant payments' of 'flitsbetalingen' aanbiedt.
In 2005 kwam de bank met een betaalmodule om online betalingen via webshops te verwerken. Deze betaalmodule werd aangeboden aan fysieke handelaars die tot het cliënteel van Europabank behoorden en een webshop wouden starten of uitbreiden.
In 2006 kwam er een systeem voor online betalingen met de Visakaart of Mastercard op het internet. Europabank bood klanten de mogelijkheid om via de internetbankierentoepassing van de bank een virtuele Visakaart of Mastercard aan te maken voor eenmalig gebruik. Dit systeem werd in 2017 stopgezet.
In 2015 vierde Europabank haar vijftigste verjaardag. Ter gelegenheid van dit jubileum werd het eerste kantoor op de Gentse Groentenmarkt volledig gerenoveerd en heringericht. Het was het begin van een vernieuwing van het gehele kantorennet. 
Op 19 april 2022 volgde Paul Malfeyt Rudi Vanlangendyck op als CEO van de bank.

## Rendabiliteit
Europabank is een van de meest rendabele banken in België: het rendement op eigen vermogen bedroeg in 2022 19,2%. De nettowinst in 2022 liep op tot 31,5 miljoen euro. Opvallend is de zeer lage Cost-Income-Ratio die in 2022 slechts 53,1% bedroeg.

## Aandeelhouders
In 1987 besloot de Amerikaanse hoofdaandeelhouder zijn buitenlandse participaties in banken, scheepvaart en industrie af te stoten om zich uitsluitend te gaan toeleggen op zijn verzekeringsactiviteit in de Verenigde Staten. Europabank werd verkocht aan een groep Vlaamse investeerders. Hun koop werd ondergebracht in de holding Brinvest, die naast een controle van 75% over Europabank, ook 25% controle over de Bank van Roeselare verwierf. Na Brinvest volgden de aandeelhouders elkaar in sneltempo op: Ackermans & van Haaren in 1996, Achmea – een Nederlandse holding - in 1998 en vervolgens Landbouwkrediet, (nu Crelan) op 1 april 2004.

## Kantoren

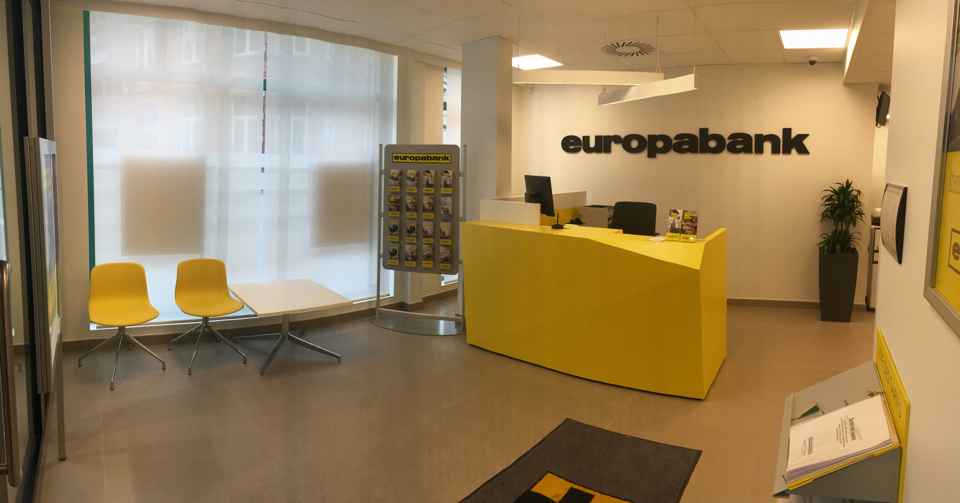
Europabank-kantoor in Doornik

Het kantorennet van Europabank bestaat uit 47 stedelijke kantoren, gespreid over heel België. Terwijl de eerste kantoren zich concentreerden in Vlaanderen, en meer bepaald in Oost-Vlaanderen, opende Europabank in 1988 haar eerste kantoor in Brussel. In 1994 werd de stap naar het Franstalig landsgedeelte gezet met de opening van het eerste Waalse kantoor in Luik. In 2023 heeft Europabank 47 kantoren verspreid over België, met 32 in Vlaanderen, 4 in Brussel en 11 in Wallonië. Europabank volgt de brick-and-clickstrategie en zet zowel in op haar kantoren als fysieke contactpunten als op haar website als digitaal verkoopkanaal.
In haar geschiedenis heeft Europabank slechts één kantoor definitief gesloten, namelijk het kantoor in het station Gent-Sint-Pieters. Dit besluit kwam er naar aanleiding van de plannen van de grondige en jarenlange renovatie van het Sint-Pietersstation. Europabank heeft anno 2023 twee Gentse kantoren, namelijk het flagship-kantoor op de Gentse Groentenmarkt en het kantoor aan de Nieuwewandeling.
In 2019 verhuisde het grootste Brusselse kantoor van de Kruidtuinlaan naar de Keizerinlaan, vlak naast het station Brussel-Centraal.  
Europabank verkoopt onder de merknaam 'eb-lease' haar producten via een uitgebreid netwerk van zelfstandige kredietmakelaars (verzekeringsmakelaar of soms zelfstandige agenten van andere banken Crelan en AXA-bank).

## Personeelsbestand
Het personeelsbestand van Europabank telde in juli 2023 358 personeelsleden. Er werken quasi evenveel mannen als vrouwen binnen de bank, evenredig verdeeld over de hoofdzetel en de 47 Europabank-kantoren.

## Kernactiviteiten

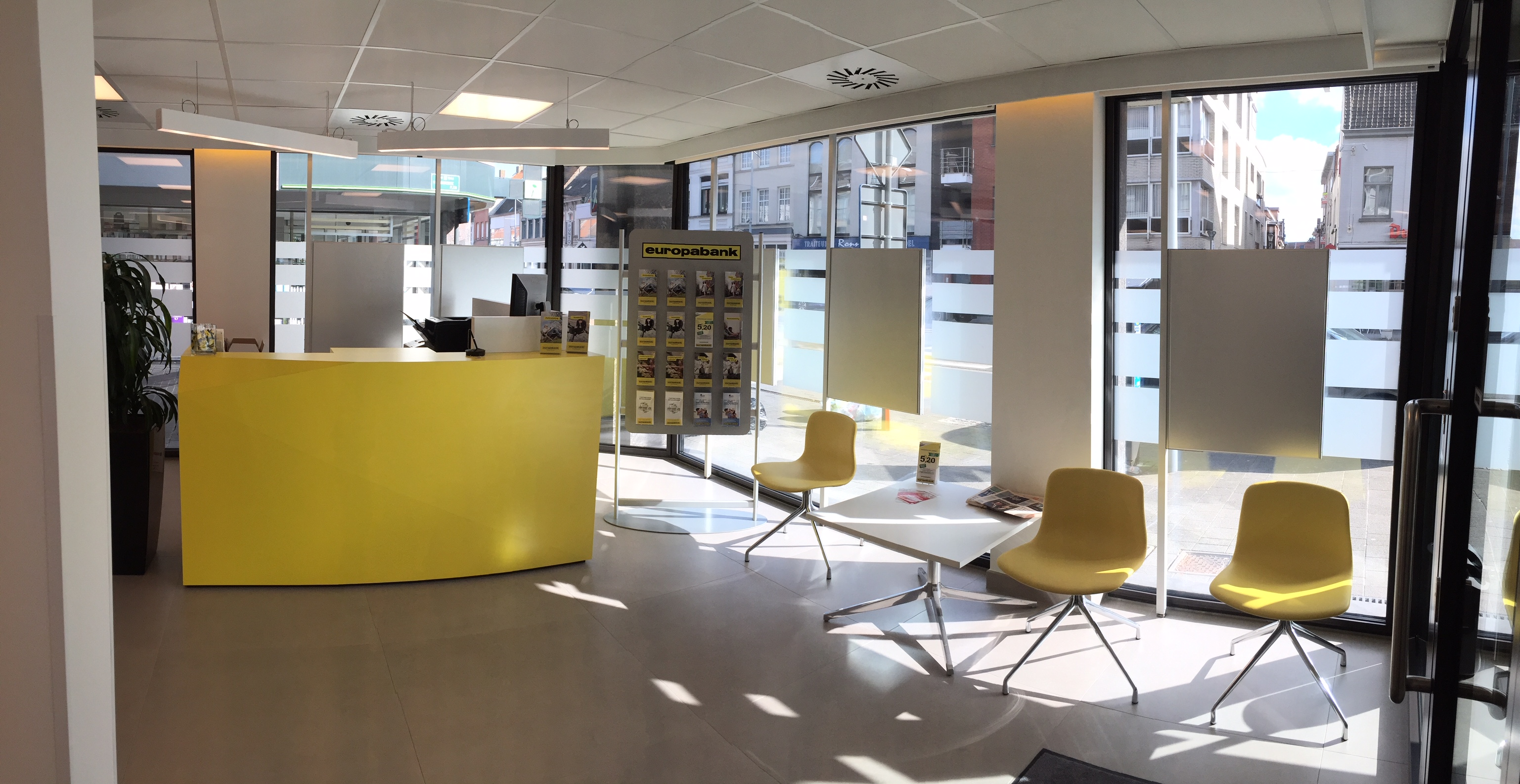
Europabank-kantoor in Eeklo

Europabank specialiseert zich als nichebank in het consumentenkrediet (Lening op Afbetaling) met de persoonlijke lening als speerproduct. Ook het hypothecair krediet is een deel van het productaanbod. Aan de depositokant maken vooral de traditionele spaarproducten (spaarboekjes, termijnrekeningen) deel uit van het aanbod. De bank werkt volgens het traditionele bankmodel en gebruikt haar klantendeposito's om kredieten te verstrekken.

## Marketing
Europabank voert al decennia lang een klassieke communicatiepolitiek waarbij ze in het straatbeeld te zien is via kleinere en grotere straataffiches, reclame boven spoorwegbruggen en tankstations (op de vulpistolen). Ook in zowel de regionale als nationale pers is de bank te zien met printadvertenties. In 2017 lanceerde ze haar nieuwe baseline, "De bank die durft." Sindsdien worden alle reclame-uitingen gekenmerkt door deze baseline. Sinds 2017 zijn reclame uitingen vaak te horen op radio, de spots zijn gericht op ondernemers en consumenten.